# Codex Euricianus
De Codex Euricianus is de eerste geschreven verzameling van wetten, opgesteld door de Visigoten, die bekend is.

## Situering
De Visigoten zijn een van de Germaanse volkeren die vanuit het oosten het Romeinse rijk binnenvielen. Soms gebeurde dit al strijdend, soms ook vestigden ze zich binnen het rijk zonder strijd te leveren. Op het einde van de vierde eeuw en begin de vijfde eeuw rukten ze echter op en onder leiding van Alarik I veroverden ze en plunderden ze zelfs Rome. In de jaren daarna trokken ze opnieuw weg uit Italië en vestigden ze zich in Zuid-Frankrijk en Spanje. In deze periode kwam Koning Euric aan de macht. Hij verenigde de belangrijkste stammen van de Visigoten tot één geheel.

## Ontstaan van de wetgeving

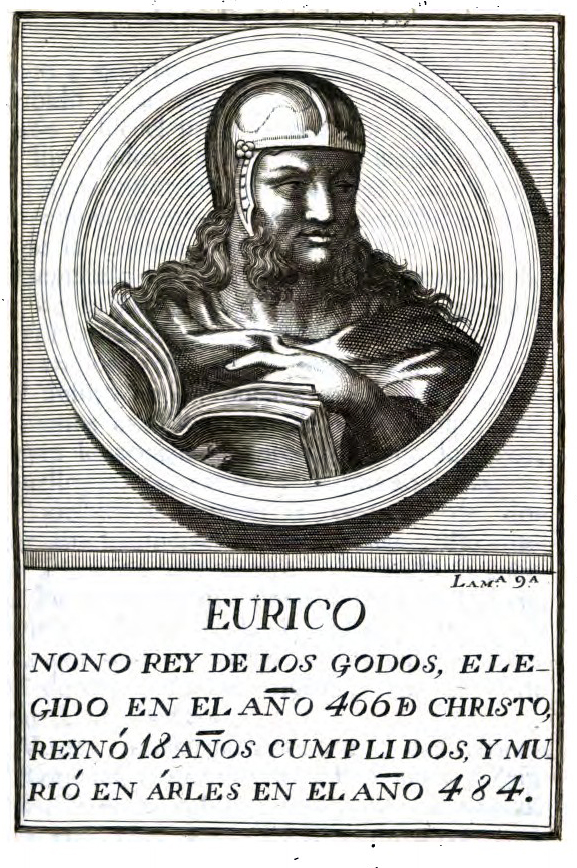

In die tijd was het gebruikelijk dat iedere koning zijn eigen wetten uitvaardigde. Deze werden aangepast of nieuwe wetten werden uitgevaardigd al naargelang er zich nieuwe criminele feiten voordeden. Wetten werden uitgeroepen door de koning maar de wetten werden behandeld alsof ze door God uitgevaardigd waren. De koning kon ook barmhartig zijn of vergevingsgezind zijn (Clementia en Pietas). Hierdoor werd de wetgeving soms afgezwakt, vooral naar de armere bevolking toe. Dit was ook een manier van de koning om deze onderdanen aan hem te binden. Er bestonden ook wetten, specifiek voor de koning.
De koning diende ook toe te zien op de uitvoering van de wetten. Dit leidde soms tot spanningen. Hierdoor moesten ook alle koningen een eed afleggen dat ze de wetten zouden respecteren.
De vroegste bekende geschreven tekst is de codex van Euricianus, die geschreven werd in de periode van 471 tot 476 ad. De wetgeving diende vooral om de samenleving tussen de goten onderling en tussen de goten en de Romeinen anderzijds te regelen. Voor de conflicten tussen Romeinen onderling werd het bestaande Romeins recht gebruikt. 
De wetten van Euric steunde vooral op de bestaande Romeinse wetgeving van Theodosius (codex Theodosianus) en ook op de ongeschreven wetgeving van zijn voorgangers, Theodorik I (419-451) en II (453-466) en Thorismund (451-453). De wetgeving werd ook in een logische volgorde gegoten. Van de wetgeving van Euric zijn een aantal hoofdstukken bewaard en deze zijn te vinden in de Nationale bibliotheek van Frankrijk.

## Verdere wetgeving

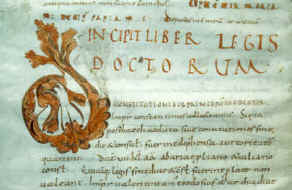
kopie van het brevier van Alaric, Museum van Clermont-Ferrand

Ook na de dood van Euric bleef de wetgeving in gebruik en werd ze zelfs uitgebreid. De zoon van Euric, Alaric II voegde aan de wetgeving een stuk toe, bekend onder het Brevier van Alaric (ook wel Liber Aniani, naar de vermoedelijke schrijver). 
Deze twee wetgevingen samen bleven grotendeels in voege tot de Visigoten zich definitief in Spanje vestigden onder koning Liuvigild (568-586). Deze koning nam een nieuwe wetgeving in gebruik, de Codex Revisius, maar deze is verloren gegaan. 
Nog later werd een uitgebreidere wetgeving in voege genomen, de Lex Romana Visigothorum. Deze wetgeving werd een territoriale wetgeving en niet langer een wetgeving die de geschillen tussen bevolkingsgroepen regelde, zoals de Codex Euricianus.

## Eigenschappen van de Codex Euricianus
Uit de codex blijken de verschillen in de standen van de Visigotische samenleving. Er is immers spraken van heren, die in twee groepen kunnen onderverdeeld worden, namelijk de Domini en de Patroni. De naam was afhankelijk van het feit of ze enkel slaven of ook vrije mensen als “ondergeschikten” hadden. Deze vrije mensen waren dan nogmaals in twee categorieën ingedeeld, de Buccellarii en de Saiones, waarbij de Buccellarii een soort eerste ridders waren, die zelf van heer konden wijzigen maar dan wel alle voordelen die ze van de vorige heer ontvingen, dienden terug te geven. 
Ook de regeling over grensgeschillen werd neergeschreven en zeker de regeling die ontstond tussen de Romeinse landeigenaars, die al lang ter plaatse waren en de nieuwe Goten die er zich ook vestigden. 
Ook wetten over huwelijken, leningen, aankopen en nalatenschap werden hierin opgenomen.

## Een voorbeeld
Voor het doden van een man tussen 20 en 50 jaar, moest een boete betaald worden van 300 goudstukken.
Voor het doden van een man boven de 65 jaar, moest er door de dader en zijn familie 100 goudstukken betaald worden.